# Neptis ragusa
Neptis ragusa är en fjärilsart som beskrevs av John Nevill Eliot 1969. Neptis ragusa ingår i släktet Neptis och familjen praktfjärilar. Inga underarter finns listade i Catalogue of Life.